# 도카라 열도 군발지진 (2021년)
도카라 열도 군발지진(일본어: トカラ列島群発地震)은 일본의 도카라 열도 인근 해역에서 2021년 4월부터 약 1개월간 264차례의 유감지진이 관측된 군발지진이다. 또한 같은 해 12월에도 발생한 큰 규모의 군발지진이기도 하다. 2021년 12월 발생한 군발지진 활동은 4월의 활동과는 연관성이 불분명하지만 과거에도 여러 차례 군발지진이 발생한 적이 있었기 때문에 별도의 군발지진 활동으로 분류한다.

## 지진
2021년 4월 9일경부터 도카라 열도 인근에서 지진 활동이 군발화되는 양상을 보이며 일본 기상청 진도 계급 기준 최대진도 4의 지진이 여러 차례 발생했다. 이 군발지진 활동은 4월 말부터 잦아들기 시작해 5월부터는 군발지진이 거의 일어나지 않았다. 하지만 같은 해 12월 4일 오전 11시경부터 다시 지진이 발생하기 시작해 4일부터 14일까지 총 295차례 이상의 유감지진이 발생했다. 무감지진까지 포함한다면 총 1,500회 이상의 지진이 발생했다.
2021년 12월 9일에는 일본 기상청 규모 기준 Mj6.1, 최대진도 5강의 지진이 발생하며 일련의 군발지진 활동 중 가장 큰 규모와 진도의 지진이 발생했다. 이는 2000년 규모 M5.9의 지진 이후 21년만에 발생한 도카라 지역의 진도5강 지진이다.
군발지진의 발진기구해에 따르면 전체적으로 횡단층형에 가까운 단층 각도로 분석되는 경우가 많으며, 이 중 일부 지진은 WNW-ESE 방향으로 장력축을 가진 정단층형 또는 그 중간 정도의 단층 각도를 가졌다고 분석된다.
2021년 12월부터 스와노세섬에서 활화산 활동이 일어나고 있으나, 도카라 열도 지진의 진원과 거리가 매우 멀어 연관성을 완전히 부정할 수는 없지만 화산 활동에 대한 영향은 거의 없다고 분석된다. 도카라 열도 주변의 지형 형성에 크게 관련을 준 것으로 알려진 "도카라 갭"과의 연관 가능성도 일부에서 지적하고 있으나 자세한 매커니즘이나 그 연관성은 불분명하다.

## 지진 목록
아래는 2021년 도카라 열도에서 발생한 군발지진 중 최대진도 4 이상을 기록한 지진이다.
| 발생년도 | 발생일   | 발생시각  | 진앙             | 진원 깊이 | 지진 규모 | 최대진도 | 참조                          |
| -------- | -------- | --------- | ---------------- | --------- | --------- | -------- | ----------------------------- |
| 2021년   | 4월 10일 | 7시 7분   | 도카라 열도 근해 | 20 km     | M5.2      | 진도4    | 4월 군발지진 중 최대규모 지진 |
| 2021년   | 4월 10일 | 16시 36분 | 도카라 열도 근해 | 20 km     | M5.0      | 진도4    |                               |
| 2021년   | 4월 11일 | 5시 40분  | 도카라 열도 근해 | 20 km     | M4.5      | 진도4    |                               |
| 2021년   | 4월 11일 | 21시 0분  | 도카라 열도 근해 | 20 km     | M4.4      | 진도4    |                               |
| 2021년   | 4월 12일 | 23시 1분  | 도카라 열도 근해 | 20 km     | M5.2      | 진도4    | 4월 군발지진 중 최대규모 지진 |
| 2021년   | 4월 21일 | 7시 45분  | 도카라 열도 근해 | 20 km     | M3.8      | 진도4    |                               |

2021년 12월 도카라 열도 군발지진 목록
| 발생년도 | 발생일   | 발생시각  | 진앙             | 진원 깊이 | 지진 규모 | 최대진도 | 참조                           |
| -------- | -------- | --------- | ---------------- | --------- | --------- | -------- | ------------------------------ |
| 2021년   | 12월 5일 | 11시 14분 | 도카라 열도 근해 | 20 km     | M4.8      | 진도4    |                                |
| 2021년   | 12월 8일 | 22시 44분 | 도카라 열도 근해 | 20 km     | M4.3      | 진도4    |                                |
| 2021년   | 12월 9일 | 11시 5분  | 도카라 열도 근해 | 14 km     | M6.1      | 진도5강  | 12월 군발지진 중 최대규모 지진 |

## 지진 활동
4월 9일부터 4월 24일까지 가고시마현 도시마촌 아쿠세키섬의 진도별 지진 발생 횟수는 다음과 같다.
| 최대진도 | 9일 | 10일 | 11일 | 12일 | 13일 | 14일 | 15일 | 16일 | 17일 | 18일 | 19일 | 20일 | 21일 | 22일 | 23일 | 24일 | 총계 | 총계 |
| -------- | --- | ---- | ---- | ---- | ---- | ---- | ---- | ---- | ---- | ---- | ---- | ---- | ---- | ---- | ---- | ---- | ---- | ---- |
| 진도1    | 1   | 72   | 58   | 25   | 4    | 4    | 2    | 1    | 0    | 2    | 0    | 1    | 5    | 0    | 0    | 0    | 175  | 0264 |
| 진도2    | 1   | 25   | 22   | 8    | 1    | 1    | 1    | 1    | 0    | 2    | 1    | 0    | 0    | 0    | 0    | 1    | 64   | 0264 |
| 진도3    | 0   | 7    | 7    | 1    | 2    | 1    | 0    | 0    | 0    | 0    | 0    | 1    | 0    | 0    | 0    | 0    | 19   | 0264 |
| 진도4    | 0   | 2    | 2    | 1    | 0    | 0    | 0    | 0    | 0    | 0    | 0    | 0    | 1    | 0    | 0    | 0    | 6    | 0264 |

## 각지의 진도
2021년 4월 10일 오전 7시 7분 지진 이후 및 2021년 12월 4일 이후 발생한 군발지진 활동 중 진도5약 이상의 지진으로 최대진도4 이상을 관측한 지역은 다음과 같다.
| 진도 | 도도부현   | 관측 지점           |
| ---- | ---------- | ------------------- |
| 5강  | 가고시마현 | 도시마촌 아쿠세키섬 |
| 4    | 가고시마현 | 도시마촌 고다카라섬 |

## 반응
2021년 4월 15일, 도시마촌은 아쿠세키섬에 생활용수 7,500L를 전달했다.
12월 9일, 도시마촌 촌장 히고 마사시는 같은 날 발생한 지진으로 진도5강을 관측한 아쿠세키섬 주민 중 희망자 10가구 33명을 섬 밖으로 대피시켰다고 발표했다.

## 같이 보기
- 2021년 지진
- 일본의 지진 목록
- 도카라 열도 군발지진 (2025년)